# Deir

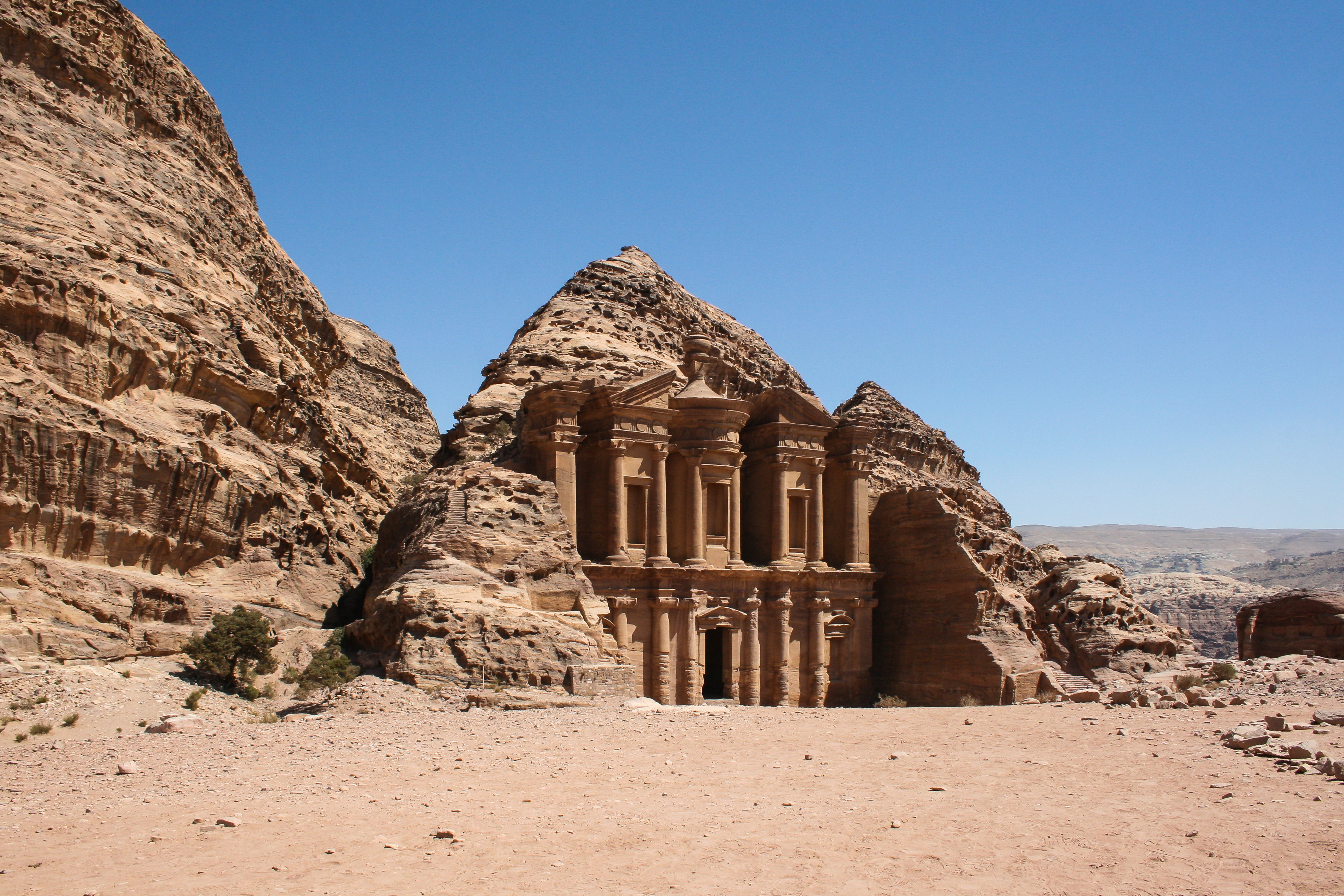
Vista lejana.

Deir (El monasterio; en árabe: الدير ) es un edificio monumental excavado y esculpido en piedra en la antigua ciudad jordana de Petra. Fue construido por los nabateos en el siglo I en honor a Obodas I tras su muerte y mide 50 metros de ancho por aproximadamente 45 metros de alto. Arquitectónicamente es un ejemplo del estilo clásico nabateo. Es el segundo edificio más conocido del sitio arqueológico tras Khazné.